# Уланово (Печорский район)
Уланово — деревня в Печорском районе Псковской области России. Входит в состав городского поселения «Печоры».
Расположена на юго-западе городского поселения, в 12 км к юго-западу от города Печоры и в 0,5 км от границы с Эстонией.
До 2005 года входила в состав ныне упразднённой Печорской волости.

## Население
Численность населения деревни по оценке на 2000 год составляла 36 жителей.
| 2001 | 2002 | 2010 |
| ---- | ---- | ---- |
| 36   | ↘14  | ↘12  |